# R. c. Hebert
R. c Hébert  est la principale décision de la Cour suprême du Canada sur le droit d'un accusé de garder le silence en vertu de l'article 7 de la Charte canadienne des droits et libertés.

## Les faits
En 1987, Neil Hebert a été arrêté pour vol qualifié. Il a été informé de ses droits et emmené dans une division de la GRC. Après avoir consulté un avocat, il a déclaré qu'il n'allait faire aucune déclaration. Hebert a été mis dans une cellule avec un agent infiltré se faisant passer pour un autre suspect arrêté. L'agent infiltré a discuté avec Hebert et a réussi à obtenir plusieurs déclarations incriminantes de sa part.

## Le procès
Au procès, un voir-dire a été tenu pour déterminer l'admissibilité de la conversation. Le juge a conclu que le droit de Hebert à l'assistance d'un avocat en vertu de l'article 10 (b) de la Charte et son droit de garder le silence en vertu de l'article 7 avaient été violés. En appel, le tribunal a conclu que les droits d'Hebert n'avaient pas été violés et un nouveau procès a été ordonné.

## Jugement de la Cour
Beverley McLachlin, écrivant au nom de la majorité, a conclu que la preuve était inadmissible et a confirmé la décision du juge de première instance.
McLachlin a conclu que le droit de garder le silence était un principe de justice fondamentale et, à ce titre, était protégé par l'article 7. Une fois en garde à vue, le droit d'un accusé ne peut être compromis par des actes de ruse policière. Cependant, si l'accusé divulguait des informations à un informateur ou à un agent infiltré de son plein gré, les déclarations pourraient être utilisées contre lui. 